# Gettin’ Together!
Gettin’ Together! – album muzyczny Arta Peppera, jazzowego saksofonisty amerykańskiego, nagrany 29 lutego 1960 w studiu Contemporary Records w Los Angeles. LP wydany w 1960. 

## O albumie
Na dołączonej do płyty wkładce znany krytyk jazzowy Martin Williams określił album jako "pewnego rodzaju ciąg dalszy wcześniej wydanego, klasycznego już Art Pepper Meets the Rhythm Section", ponieważ po trzech latach znów doszło do nagrań Peppera z sekcją Milesa Davisa. W czterech utworach gra jeszcze trębacz Conte Candoli, z którym w tym czasie Pepper często koncertował w Lighthouse Club, w Hermosa Beach (Kalifornia). 
Wydanie na CD rozszerzone jest o dwa utwory: "The Way You Look Tonight" oraz dłuższą, inną niż na LP, wersję "Gettin' Together". Oprócz trzech stardardów: ballady "Softly, As in a Morning Sunrise", utworu Theloniousa Monka "Rhythm-A-Ning" i dodatkowego "The Way You Look Tonight", Pepper gra na tej płycie trzy swoje własne kompozycje: dedykowaną żonie "Diane", "Bijou the Poodle" (w ten sposób upamiętniony został pies Peppera) i tytułową "Gettin' Together".

## Muzycy
- Art Pepper – saksofon altowy, saksofon tenorowy
- Conte Candoli – trąbka (1,2,5)
- Wynton Kelly – fortepian
- Paul Chambers – kontrabas
- Jimmy Cobb – perkusja

## Lista utworów
| 1. | "Whims of Chambers" (Paul Chambers)                                           | 6:57  |
|    |                                                                               |       |
| 2. | "Bijou the Poodle" (Art Pepper)                                               | 5:58  |
|    |                                                                               |       |
| 3. | "Why Are We Afraid" (André Previn, sł. Dory Langan Previn)                    | 3:37  |
|    |                                                                               |       |
| 4. | "Softly, as in a Morning Sunrise" (Sigmund Romberg; sł. Oscar Hammerstein II) | 6:56  |
|    |                                                                               |       |
| 5. | "Rhythm-a-Ning" (Thelonious Monk)                                             | 7:15  |
|    |                                                                               |       |
| 6. | "Diane" (Art Pepper)                                                          | 4:59  |
|    |                                                                               |       |
| 7. | "Gettin' Together" (original take) (Art Pepper)                               | 6:55  |
|    |                                                                               |       |
| 8. | "Gettin' Together" (alternate take) (Art Pepper)                              | 8:48  |
|    |                                                                               |       |
| 9. | "The Way You Look Tonight" (Jerome Kern, sł. Dorothy Fields)                  | 6:37  |
|    |                                                                               |       |
|    |                                                                               | 58:02 |
|    |                                                                               |       |
- Dwa ostatnie nagrania dołączone zostały do wydania na CD (na oryginalnym LP ich nie ma).

## Opis płyty
- Producent – Lester Koenig
- Inżynierowie dźwięku – Roy DuNann, Howard Holzer
- Mastering – Kirk Felton (Fantasy Studios, Berkeley)
- Zdjęcia – Roger Marshutz
- Łączny czas trwania – 58:45
- Wydania na CD:

1989 Contemporary Records - OJCCD-169-2 (S-7573)
2008 Contemporary Records - UCCO-9297